# Gustavo Capanema
Gustavo Capanema Filho GOC • GCSE (Pitangui, 10 de agosto de 1900 — Rio de Janeiro, 10 de março de 1985) foi um político brasileiro. Foi o Ministro da Educação  que mais tempo ficou no cargo em toda a história do Brasil (1934 a 1945, aproximadamente 11 anos contínuos).

## Biografia
Nascido em Pitangui, no interior de Minas Gerais. Seu bisavô, o engenheiro e físico de origem austríaca Guilherme Schüch, barão de Capanema (1824-1908), instalou em 1855 a primeira linha telegráfica do Brasil, e em seguida fundou a Repartição Geral dos Telégrafos, a qual dirigiu por mais de trinta anos, ao tempo do Império do Brasil. 

### Formação
Iniciou seus estudos em Pitangui, transferindo-se em seguida para Belo Horizonte, onde cursou os colégios Azeredo, Arnaldo - dirigido por padres alemães - e o Ginásio Mineiro. Ingressou em 1920 na Faculdade de Direito de Minas Gerais, onde se tornou amigo de Abgar Renault, Mário Casasanta, Gabriel Passos e Emílio Moura, que mais tarde alcançariam renome, quer como escritores, quer como políticos. Junto com esses colegas de faculdade, Capanema formava o grupo conhecido como "os intelectuais da rua da Bahia", integrado também por Carlos Drummond de Andrade, Milton Campos, João Alphonsus e João Pinheiro Filho. Bacharelou-se em direito em dezembro de 1924.
No ano seguinte, retornou a Pitangui, onde lecionou e advogou até 1929. Ao longo desse período, travou contato com a reforma educacional iniciada por Francisco Campos em sua gestão como secretário do Interior do governo mineiro de Antônio Carlos Ribeiro de Andrada (1926-1930).

### Vida política
Ingressou ao mesmo tempo na vida política, elegendo-se em 1927 vereador à câmara municipal de Pitangui.
Em 1929, com o rompimento do pacto entre as oligarquias de Minas Gerais e São Paulo em torno da sucessão presidencial do ano seguinte, Capanema aderiu à Aliança Liberal, coalizão oposicionista formada pelos governos de Minas Gerais, Rio Grande do Sul e Paraíba. Ainda em 1929, após a indicação de seu primo Olegário Maciel à sucessão de Antônio Carlos, seu nome passou a ser citado entre os prováveis integrantes do futuro governo mineiro.
Em 1º de março de 1930 Maciel elegeu-se presidente de Minas, ao mesmo tempo em que Getúlio Vargas, candidato da Aliança Liberal, era derrotado pelo situacionista Júlio Prestes nas eleições para a presidência da República.
Algumas semanas depois, o gaúcho Osvaldo Aranha e o mineiro Virgílio de Melo Franco, jovens dirigentes da Aliança Liberal, reativaram seus contatos com líderes tenentistas e aceleraram a conspiração para depor Washington Luís. Em Minas, a rebelião foi articulada por Virgílio de Melo Franco e os chefes políticos de maior expressão oligárquica, como Antônio Carlos e Artur Bernardes. Entretanto, tanto um como o outro mantiveram-se de início indecisos, retardando a marcha do movimento. Em junho, Antônio Carlos forçou o adiamento da revolução, não apenas por temer a derrota, como declarou a Osvaldo Aranha, mas também porque não desejava assumir os riscos de uma confrontação armada a apenas três meses do término de seu mandato de presidente estadual. Em fins de julho, porém, impressionado com a repercussão nacional da morte de João Pessoa, ex-candidato da Aliança Liberal à vice-presidência da República, Antônio Carlos passou a apoiar decididamente a rebelião.
Em 7 de setembro, já na fase final dos preparativos revolucionários, Olegário Maciel assumiu o governo mineiro, empossando Gustavo Capanema no cargo de oficial-de-gabinete. No dia 3 de outubro, os estados do Rio Grande do Sul, Minas e Paraíba levantaram-se em armas, conquistando rapidamente os estados vizinhos.
Tão logo se configurou a vitória do movimento, vieram à tona os antagonismos entre o espírito renovador dos jovens oficiais revolucionários, os "tenentes", e o conservadorismo das facções oligárquicas a eles aliadas. Osvaldo Aranha voltou-se contra Olegário Maciel, defendendo ardorosamente a nomeação de Virgílio de Melo Franco para o cargo de interventor federal em Minas Gerais, enquanto a maior parte dos "tenentes" concentrava seus ataques a Artur Bernardes, que em sua permanência na presidência da República (1922-1926) notabilizara-se pela perseguição aos participantes dos movimentos tenentistas do início da década de 1920.
Olegário Maciel conseguiu resistir às pressões, tornando-se o único governante eleito antes da revolução a permanecer no cargo após a ascensão de Vargas ao poder (3 de novembro de 1930). A ofensiva contra Bernardes, porém, produziu de imediato seus primeiros resultados. No dia 26 de novembro, três secretários do governo mineiro pertencentes à sua facção foram demitidos: Cristiano Machado (Interior e Justiça), Alaor Prata (Finanças) e José Carneiro de Resende (Agricultura). Para seus lugares, Olegário Maciel nomeou respectivamente Gustavo Capanema, Amaro Lanari e Cincinato Gomes de Noronha Guarani.
Em dezembro de 1930, Capanema travou os primeiros entendimentos com Francisco Campos a fim de destruir as bases de sustentação de Artur Bernardes em Minas Gerais, organizadas principalmente no interior do Partido Republicano Mineiro (PRM). Ministro da Educação e Saúde, pasta criada pelo Governo Provisório chefiado por Vargas, Campos exerceu uma influência decisiva nos rumos políticos de Minas após a Revolução de 1930, tendo sido, segundo Simon Schwartzman, o "mentor político e intelectual de Capanema nesse período".
Em fevereiro de 1931, Capanema lançou, juntamente com Campos e Amaro Lanari, o manifesto de fundação, em Minas, da Legião de Outubro, organização que vinha sendo criada em vários estados com o beneplácito do Governo Provisório. Constituída como um corpo paramilitar, a Legião Liberal Mineira, tal como ficou conhecida no estado, adotou não apenas princípios de caráter fascista em seu programa, como também o uniforme de camisas pardas que envergavam os nazistas, na época em ascensão na Alemanha.
Na qualidade de secretário do Interior, Capanema valeu-se dos recursos de poder que seu cargo lhe conferia e dos instrumentos típicos de pressão da política tradicional para implantar a Legião de Outubro em Minas Gerais. No intuito de desmobilizar a máquina política de Bernardes - alvo principal da Legião - Capanema chegou a aliar-se a elementos dissidentes do PRM que haviam apoiado em 1930 a Concentração Conservadora e a candidatura oficial de Júlio Prestes. O PRM reagiu à ofensiva, buscando apoio junto ao Governo Provisório e convocando seus correligionários para uma convenção regional do partido em 15 de agosto, em Belo Horizonte. Três dias mais tarde, o conflito entre o PRM e a Legião de Outubro chegou ao ponto culminante com a tentativa de deposição do presidente Olegário Maciel, articulada a partir do Rio de Janeiro por Osvaldo Aranha, com o apoio velado de Getúlio Vargas.
Capanema comandou a reação ao golpe. Após tomar conhecimento de que o coronel Júlio Pacheco de Assis, comandante do 12º Regimento de Infantaria de Belo Horizonte, tencionava assumir o governo do estado, guarneceu o palácio da Liberdade, sede do governo, com tropas da Força Pública mineira. Ao mesmo tempo, alertou Francisco Campos, no Rio de Janeiro, para o movimento. Algumas horas mais tarde, o coronel Pacheco de Assis desmobilizou suas tropas em cumprimento de ordens enviadas pelo ministro da Guerra, o general José Fernandes Leite de Castro.
Aos acontecimentos de agosto seguiu-se um período de trégua e negociações entre o governo mineiro e a facção bernardista. Com vistas à pacificação do estado, Vargas procurou recuperar a confiança de Olegário Maciel a fim de evitar uma possível aliança entre Minas Gerais e São Paulo, principal foco de oposição no novo regime.
Nos meses seguintes, Capanema atuou como principal intermediário entre Vargas e Maciel, reaproximando Minas do Governo Provisório. Desempenhou ainda importante papel nas negociações que deram origem ao chamado "Acordo Mineiro", em fevereiro de 1932. O acordo, assinado por Capanema (pelo governo de Minas), Venceslau Brás (pelo conselho supremo da Legião de Outubro) e Virgílio de Melo Franco (pela comissão executiva do PRM), deu origem ao Partido Social Nacionalista, efêmera tentativa de fusão da Legião Mineira com o PRM. O acordo deu ainda a Bernardes o direito de indicar o nome dos novos secretários estaduais da Agricultura e de Finanças.
O apoio de Minas a Getúlio Vargas foi posto à prova em julho de 1932, quando eclodiu a Revolução Constitucionalista de São Paulo. Informado pelo general Pedro Aurélio de Góis Monteiro, Capanema tomou conhecimento da deflagração do levante, enviando imediatamente um destacamento policial para ocupar o túnel ferroviário situado perto da cidade de Passa Quatro, junto à divisa de Minas Gerais com São Paulo. Com essa medida, as tropas paulistas foram impedidas de prosseguir o avanço em direção a Minas Gerais. Em fins de julho, Capanema interceptou e decifrou um aviso secreto de João Neves da Fontoura, solicitando a Filipe de Oliveira que concitasse Minas e Rio Grande do Sul à união com São Paulo.
No entanto, em princípio de agosto, após o fracasso das articulações de Artur Bernardes em favor dos revoltosos, os paulistas propuseram a Olegário Maciel negociações em separado sobre o conflito. Capanema foi encarregado por Maciel de reunir-se com um emissário paulista, Fernando Costa, em Três Corações. A proposta paulista previa a derrubada de Getúlio Vargas e a instituição de um governo federal chefiado por Olegário Maciel. Em resposta, Capanema reafirmou o compromisso de Maciel com Vargas e a convicção de que seria cumprida a promessa de constitucionalização do país feita pelo chefe do Governo Provisório. São Paulo continuou a luta, praticamente isolado, capitulando finalmente no início de outubro de 1932.
Com o término da guerra civil paulista, Capanema e Maciel trataram de organizar um novo partido situacionista em Minas, em associação com os líderes políticos que até então vinham apoiando o governo do estado e Getúlio Vargas. Em janeiro de 1933, fundaram o Partido Progressista (PP) de Minas Gerais, juntamente com Antônio Carlos, Venceslau Brás, José Monteiro Ribeiro Junqueira e Virgílio de Melo Franco.
O PRM tornou-se definitivamente um partido de oposição, composto basicamente pelos correligionários de Bernardes, exilado do país juntamente com Mário Brant e Djalma Pinheiro Chagas, em decorrência de seu apoio à Revolução Constitucionalista.
Francisco Campos e Amaro Lanari, fundadores da extinta Legião Liberal Mineira juntamente com Capanema, seguiram caminhos políticos diferentes. Lanari ingressou na Ação Integralista Brasileira, onde mais tarde veio a tornar-se um quadro destacado. Francisco Campos, por sua vez, marginalizado do jogo político desde sua saída do Ministério da Justiça em 1932, rompeu com Capanema em 1933, às vésperas das eleições para a Constituinte, acusando-o de haver prejudicado sua candidatura em Pitangui, base política de ambos. Em 1937 Campos ressurgiria no cenário político nacional como autor da Constituição do Estado Novo, dita Polaca.
Nas eleições de maio de 1933 para a Assembleia Nacional Constituinte, as primeiras realizadas no país desde 1930, o PP elegeu 31 representantes, contra seis do PRM. Detentora da maior bancada estadual da Constituinte, Minas emergiu ao primeiro plano da política nacional no segundo semestre de 1933. No início de agosto, Juarez Távora, Juraci Magalhães, Carlos de Lima Cavalcanti e Pedro Ernesto Batista viajaram a Belo Horizonte a fim de expressar apoio à candidatura de Antônio Carlos à presidência da Assembleia. Teve início então uma disputa entre Antônio Carlos, candidato de Vargas, e Virgílio de Melo Franco, apoiado por Osvaldo Aranha e uma ala minoritária do Partido Progressista.
Em 10 de agosto, na qualidade de membro da comissão executiva do PP, Capanema participou da reunião que fixou as diretrizes gerais da bancada do partido na Constituinte que se reuniria a partir de 15 de novembro, Capanema propôs a escolha dos prefeitos municipais por nomeação, como garantia de "honestidade administrativa", o que foi rejeitado por ampla maioria. O encontro aprovou a instauração do regime representativo com duas câmaras eleitas pelo sufrágio universal, a manutenção do regime federativo e a eleição do presidente da República pelo voto popular. Nessas teses, revelava-se o espírito fortemente regionalista do PP, colidindo em alguns casos com as propostas centralizadas da Comissão do Itamarati, encarregada por Vargas de elaborar um anteprojeto de Constituição.
Olegário Maciel faleceu em 5 de setembro de 1933. Com sua morte, Capanema assumiu interinamente o cargo de interventor federal em Minas, postulando de imediato sua efetivação. Logo em seguida, Virgílio de Melo Franco lançou-se também na disputa sucessória, retirando sua candidatura à presidência da Constituinte.
A sucessão mineira não mobilizou apenas as forças políticas do estado, mas também líderes de reconhecida projeção nacional, representantes de diferentes facções do Governo Provisório. O interventor gaúcho José Antônio Flores da Cunha empenhou-se a fundo pela nomeação de Capanema, enquanto Virgílio contava com o apoio ostensivo do ministro da Fazenda, Osvaldo Aranha, e de seu pai, o ministro das Relações Exteriores Afrânio de Melo Franco.
Vargas adotou de início uma atitude de aparente neutralidade ante os dois candidatos, condicionando tacitamente a solução do problema sucessório à prévia realização da eleição para a presidência da Constituinte. Desse modo, assegurou o apoio integral da bancada mineira à escolha de Antônio Carlos, eleito no dia 12 de novembro, recebendo do líder progressista a confirmação de sua autoridade para a escolha do novo interventor e o apoio à sua eleição para a presidência constitucional do país.
Em 4 de dezembro, após se avistarem com Vargas no Rio de Janeiro, Capanema e Virgílio resolveram finalmente encerrar a disputa, comprometendo-se a aceitar a decisão presidencial desde que a escolha recaísse sobre um deles. No dia 12, após entendimentos mantidos com Antônio Carlos, Vargas deu uma solução inteiramente inesperada ao caso, nomeando interventor Benedito Valadares, deputado mineiro à Constituinte de expressão política muito inferior à dos principais postulantes ao governo estadual. Com essa nomeação, porém, Vargas não só garantiu a presença à frente do governo de Minas de um chefe sem muitas vinculações e influência entre as forças regionais, reservando-se assim a possibilidade de controlar a maior bancada estadual da Constituinte, como também conseguiu neutralizar a força de dois políticos de grande prestígio nacional: Flores da Cunha e Osvaldo Aranha.
Inconformados com a escolha de Valadares, Aranha e Afrânio de Melo Franco demitiram-se do ministério, abrindo uma grave crise no interior do Governo Provisório. Enquanto isso, Capanema transmitiu o cargo a Benedito Valadares no dia 15 de dezembro, sem atender aos apelos em favor da resistência feitos por Virgílio de Melo Franco. Em seguida, retornou a Pitangui com a perspectiva de sua futura nomeação para o Ministério da Educação e Saúde, compromisso que Vargas firmou em carta do dia 20 de dezembro de 1933. Finalmente, em janeiro de 1934, Osvaldo Aranha reconsiderou sua decisão e retornou ao ministério, pondo fim à crise provocada no governo pela nomeação de Benedito Valadares.

## Ministro Capanema

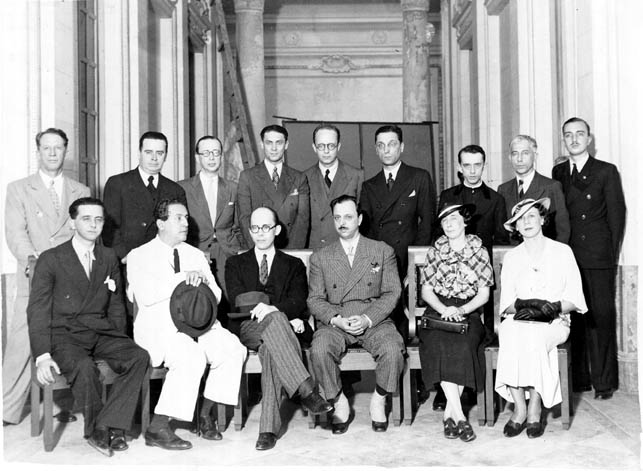
Manuel Bandeira (3º da esquerda para direita em pé), Alceu Amoroso Lima (5ª posição) e Dom Hélder Câmara (7ª) e sentados (da esquerda para direita), Lourenço Filho, Edgar Roquette-Pinto e Gustavo Capanema. Rio de Janeiro, 1936

Em 26 de julho de 1934, dez dias após a eleição de Vargas para a presidência da República pela Constituinte, Capanema foi efetivamente nomeado para a pasta da Educação e Saúde Pública.
Uma vez no cargo, deu andamento à reorganização do ministério iniciada por seu antecessor, Washington Pires, com vistas ao aparelhamento do órgão para as responsabilidades decorrentes de sua criação em 1930. Em 1935, sua gestão caracterizou-se principalmente pela retomada das campanhas sanitárias, interrompidas entre 1930 e 1934, e pelo início dos estudos visando à criação da Universidade do Brasil e à construção do edifício-sede do ministério no Rio de Janeiro.
Ao mesmo tempo, Capanema não permaneceu alheio ao grande debate travado em 1935, nos meios culturais e políticos do país, sobre o sentido e a orientação do sistema educacional brasileiro. De um lado, os educadores do chamado movimento escolanovista, como Anísio Teixeira, Manuel Bergström, Lourenço Filho e Fernando de Azevedo, defendiam uma educação igualitária sob a responsabilidade do Estado. Do outro, situava-se o movimento católico, liderado por Alceu Amoroso Lima, propugnando o ensino religioso e livre da tutela do Estado. "Entre os extremos", diz Simon Schwartzman, "Capanema jamais se decide de maneira totalmente explícita, mas o peso da influência de Alceu é, sem dúvida, o predominante". Desse modo, Capanema opôs-se à criação da Universidade do Distrito Federal (UDF), concebida por Anísio Teixeira durante a gestão de Pedro Ernesto na prefeitura da capital da República. Segundo o historiador Américo Jacobina Lacombe, a universidade só foi criada porque Pedro Ernesto recebeu autorização direta de Getúlio Vargas para assinar o decreto que a instituiu em abril de 1935.
Em julho, Capanema formou uma comissão encarregada de estudar a ampliação da Universidade do Rio de Janeiro, que passaria a denominar-se em 1937 Universidade do Brasil. A comissão foi composta de doze membros, incluindo professores e intelectuais de diferentes tendências ideológicas, como Inácio Azevedo Amaral, um dos principais defensores do Estado autoritário, e elementos do movimento escolanovista, como Edgar Roquette-Pinto e Lourenço Filho. Em outubro, Capanema encaminhou ao Congresso o Plano de Reorganização do Ministério da Educação e Saúde Pública, que só veio a ser aprovado em 13 de janeiro de 1937.
No dia 7 de dezembro de 1935, após o fracassado levante comunista de novembro, Capanema participou de reunião ministerial que examinou a situação política do país e as medidas repressivas a serem tomadas pelo governo. Segundo Alzira Vargas do Amaral Peixoto, Capanema "fez a crítica da educação no Brasil… e reclamou contra a influência da Universidade do Distrito Federal, de orientação comunista". Em decorrência do clima de anticomunismo reinante no país, o reitor Afrânio Peixoto e vários professores da UDF demitiram-se em dezembro de 1935. A universidade continuou funcionando até ser extinta e incorporada à Universidade do Brasil, em 1939.
Durante o ano de 1936, prosseguiram os trabalhos da comissão encarregada de estudar a organização da Universidade do Brasil. Aprovada a proposta de construção de uma cidade universitária no Rio de Janeiro, reunindo o conjunto dos institutos e faculdades da futura universidade, a comissão escolheu os terrenos da Quinta da Boa Vista para sua localização. Mais tarde, porém, optou-se por sua construção na ilha do Fundão.
Nas letras e nas artes plásticas, Capanema procurou colocar-se acima das disputas políticas e ideológicas que agitavam o país. Assessorado por seu chefe de gabinete, o poeta Carlos Drummond de Andrade, cercou-se de uma equipe diversificada, integrada, entre outros, por Mário de Andrade, Cândido Portinari, Manuel Bandeira, Heitor Vila-Lobos, Cecília Meireles, Lúcio Costa, Vinicius de Morais, Afonso Arinos de Melo Franco e Rodrigo Melo Franco de Andrade.
O projeto de construção do edifício-sede do ministério foi o maior exemplo de sua abertura em relação à arte moderna. Empenhado em transformar o prédio na "catedral da moderna arquitetura mundial", como definiu o poeta e calculista Joaquim Cardoso, Capanema não hesitou em anular o concurso que aprovara o projeto de autoria do arquiteto Archimedes Memoria e passar a incumbência da construção a uma equipe chefiada por Lúcio Costa e integrada por Oscar Niemeyer, Carlos Leão, Afonso Eduardo Reidy, Jorge Moreira e Ernâni Vasconcelos. A pedido do grupo, Le Corbusier veio de Paris a fim de examinar o projeto. A obra contou ainda com a participação de Portinari, encarregado dos afrescos e do painel de azulejos, dos escultores Adriana Janacopoulos, Celso Antônio, Bruno Giorgi e Jacques Lipschitz, e do paisagista Roberto Burle Marx. Iniciada em 1937, ficou praticamente pronta em 1944, mas só foi inaugurada em 1945, após a queda do Estado Novo, quando Capanema não se encontrava mais à frente do ministério.
A aprovação do plano de reorganização do ministério, pela lei de 17 de janeiro de 1937, permitiu a criação de novos organismos, contribuindo decisivamente para a dinamização de seus serviços. Pela mesma lei, o ministério teve sua designação alterada, passando a chamar-se oficialmente Ministério da Educação e Saúde. Logo em seguida, o Departamento Nacional de Saúde e Assistência Médico-Social, principal órgão executivo do ministério na área de saúde, assumiu plenamente a coordenação dos departamentos estaduais de saúde, num importante movimento no sentido da centralização. "É a partir desse momento", afirma Sérgio Góis de Paula, "que se pode identificar um relativo avanço da atenção à saúde para o interior do país, com a criação em 1937 do Serviço Nacional de Febre Amarela - o primeiro serviço de saúde pública de dimensão nacional - e, em 1939, do Serviço de Malária do Nordeste, ambos em convênio com a Fundação Rockefeller."
Vários hospitais, colônias e asilos foram construídos para o tratamento de outras endemias, como a tuberculose e a lepra, e as doenças mentais. Em 1941, o Departamento Nacional de Saúde assumiu o controle da formação de técnicos em saúde pública, centralizando e integrando alguns cursos já existentes, inclusive no Instituto Osvaldo Cruz. Ainda em 1941, em consequência de sua reestruturação, o Departamento Nacional de Saúde passou a ser integrado pelos serviços nacionais de Tuberculose, de Peste, de Malária, de Lepra, de Câncer e de Doenças Mentais, incorporando outros criados anteriormente, como o Serviço Nacional de Febre Amarela (1937), o Departamento Nacional da Criança (1940) e o Serviço Nacional de Educação Sanitária (1941). Em 5 de julho de 1937, a Universidade do Brasil foi instituída com quinze escolas ou faculdades que receberam a denominação de nacionais e 16 institutos, alguns dos quais já existentes, além do Museu Nacional.
Após o golpe de 10 de novembro de 1937 que instituiu o Estado Novo e a Constituição de 1937, da qual Capanema foi um dos signatários, a ação do Ministério da Educação e Saúde foi marcada pelo caráter fortemente centralizador e autoritário do novo regime. Segundo Anísio Teixeira, "o ministério transformou-se durante o período estado-novista no organismo central de controle e fiscalização da educação, em tudo equivalente a um cartório nacional". Conforme palavras do próprio Capanema, em dezembro de 1937, a educação deveria constituir-se num dos "instrumentos do Estado e reger-se pelo sistema de diretrizes morais, políticas e econômicas que formam a base ideológica da Nação e que, por isto, estão sob a guarda, o controle ou a defesa do Estado". Valores e atitudes como "o amor à Pátria, o sereno otimismo quanto ao poder e o destino de nossa raça" tornaram-se recorrentes no discurso pedagógico dos ideólogos do Estado Novo e dos compêndios escolares, submetidos a partir de dezembro de 1938 ao prévio exame da Comissão Nacional do Livro Didático. Dentro da atmosfera de nacionalismo que presidiu a concepção do novo regime, foram nacionalizadas mais de duas mil escolas nos núcleos de colonização alemã particularmente no Sul do país e sobretudo depois de 1942, quando o Brasil rompeu relações e declarou guerra à Alemanha.
No campo da cultura, a gestão de Capanema assinalou a criação de dois órgãos de destacada atuação ao longo do Estado Novo: o Serviço do Patrimônio Histórico e Artístico Nacional e o Instituto Nacional do Livro, fundados em novembro e dezembro de 1937, respectivamente. O primeiro foi responsável pelo tombamento e preservação de centenas de monumentos artísticos e históricos e pela criação do Museu Imperial, em Petrópolis (RJ), do Museu da Inconfidência, em Ouro Preto (MG), do Museu das Missões, em São Miguel das Missões (RS) e do Museu do Ouro, em Sabará (MG). O Instituto Nacional do Livro foi responsável pela criação de mais de uma centena de bibliotecas públicas no interior do país.
Em 30 de julho de 1938, Capanema fundou o Instituto Nacional de Estudos Pedagógicos (INEP), nomeando para sua direção o professor Lourenço Filho. Em 4 de abril de 1939, inaugurou a Faculdade Nacional de Filosofia da Universidade do Brasil, que viria a ter profunda influência no ensino médio e superior. Com efeito, tornou-se o modelo de todas as faculdades que surgiram em seguida com o objetivo de preparar candidatos ao magistério secundário. Até então, os professores do ensino médio e superior eram recrutados entre os profissionais que fracassavam ou desistiam de suas profissões, através de um registro concedido, quase sempre graciosamente, pelo ministério. Com a criação da Faculdade Nacional de Filosofia a carreira docente adquiriu o status de uma profissão de nível superior. Ainda em 1939, foram fundadas a Faculdade Nacional de Arquitetura e a Faculdade de Ciências Econômicas. Em 1941, completando o quadro das instituições componentes da Universidade do Brasil, Capanema inaugurou a Escola Nacional de Educação Física e Desportos, visando principalmente a formação de pessoal técnico em educação física, prática obrigatória nas escolas pela Constituição do Estado Novo.
A partir de 1942, começaram a ser promulgadas, por iniciativa de Capanema, as leis orgânicas do ensino, reformando vários ramos do ensino médio. Em relação ao ensino técnico-profissional, foram instituídas a Lei Orgânica do Ensino Industrial, em 30 de janeiro de 1942, e a Lei Orgânica do Ensino Comercial, em 28 de dezembro de 1943. Entretanto, como o governo não possuía a infra-estrutura necessária à implantação em larga escala do ensino profissional, recorreu-se à criação de um sistema de ensino paralelo, em convênio com as indústrias, através de seu órgão máximo de representação, a Confederação Nacional da Indústria (CNI). Em 22 de janeiro de 1942, criou-se então o Serviço Nacional de Aprendizagem dos Industriários, mais tarde Serviço Nacional de Aprendizagem Industrial (Senai), organizado e dirigido pela CNI e mantido pela contribuição dos estabelecimentos industriais a ela filiados. Como escola-padrão do ensino industrial, foi inaugurada em maio de 1942 a Escola Técnica Nacional, no Rio de Janeiro, dirigida inicialmente por uma equipe de professores suíços.
Em 9 de abril de 1942, foi promulgada a Lei Orgânica do Ensino Secundário, instituindo um primeiro ciclo de quatro anos de duração, denominado ginasial, e um segundo ciclo de três anos, que podia ser o curso clássico ou o científico. Assim, este último ciclo, que na reforma Francisco Campos apresentava três opções, passou a ter apenas duas. Os novos currículos estabelecidos pela lei demonstravam, segundo Otaíza Romanelli, uma "preocupação excessivamente enciclopédica e a predominância das matérias de cultura geral e humanística". Por influência da Segunda Guerra Mundial, a lei instituiu a educação militar para os alunos do sexo masculino, com diretrizes pedagógicas fixadas pelo Ministério da Guerra. Reafirmou a educação religiosa facultativa, a educação moral e cívica como matéria obrigatória e a limitação às escolas mistas, recomendando que a educação secundária da mulher se fizesse em estabelecimento de frequência exclusivamente feminina. A Lei Orgânica do Ensino Secundário, também conhecida como Reforma Capanema, permaneceu em vigor até a aprovação da Lei de Diretrizes e Bases da Educação Nacional, em 1961.
Diretamente vinculados ao ministério, foram criadas a Juventude Brasileira, em março de 1940, destinada a reunir a infância e a adolescência em uma "organização nacional de caráter cívico", e a União Nacional dos Estudantes (UNE), em fevereiro de 1942, como entidade coordenadora e representativa dos estudantes universitários.
A participação do Brasil na Segunda Grande Guerra, ao lado dos aliados, não poderia deixar de repercutir no quadro político nacional. A declaração de guerra aos países do Eixo, em agosto de 1942, o envio de uma força expedicionária aos campos de batalha na Itália, em julho de 1944, a aproximação do final da guerra, com a derrota das potências do Eixo, criaram uma atmosfera política favorável à mudança do regime político. Em princípios de 1949, o movimento pela redemocratização do país já se constituía numa importante frente, incluindo liberais, comunistas e amplos setores da oficialidade das forças armadas.
A 8 de Fevereiro de 1944 Capanema foi agraciado com a Grã-Cruz da Ordem Militar de Sant'Iago da Espada de Portugal.
Em 28 de fevereiro, Vargas emitiu um ato adicional à Constituição de 1937, comprometendo-se a realizar as eleições presidenciais. Logo em seguida, tratou de organizar um partido de sustentação do governo - o Partido Social Democrático (PSD) - articulado fundamentalmente pelos interventores estaduais e os responsáveis mais diretos pela administração do Estado Novo.
Em 8 de abril de 1945, por ocasião da convenção de lançamento do PSD em Minas Gerais, Capanema foi eleito membro da comissão executiva estadual do partido. Em poucos meses, o PSD se organizou em todo o país e a 17 de julho realizou sua convenção nacional, lançando oficialmente a candidatura do ministro da Guerra, general Eurico Gaspar Dutra, às eleições presidenciais de 2 de dezembro de 1945. Em contraposição, os constitucionalistas liberais reunidos em torno da União Democrática Nacional (UDN) apresentaram o nome do brigadeiro Eduardo Gomes à sucessão presidencial.
Em agosto, um grupo de seguidores de Vargas que estava organizando o Partido Trabalhista Brasileiro (PTB) passou a defender o adiamento das eleições presidenciais e a permanência de Vargas no poder. O movimento contou com o apoio surpreendente do Partido Comunista e tornou-se conhecido como "queremismo", devido ao seu refrão "Queremos Getúlio". A partir desse momento, as posições de Vargas e da UDN tornaram-se cada vez mais conflituosas. A crise culminou em 29 de outubro com a deposição de Vargas pelas forças armadas, num golpe desfechado pelo ministro da Guerra, Góis Monteiro, com o apoio do general Dutra. Em conseqüência da queda de Vargas, Capanema deixou o Ministério da Educação e Saúde, sendo substituído por Raul Leitão da Cunha, nomeado pelo novo presidente da República, José Linhares.
Em 2 de dezembro de 1945, Capanema elegeu-se deputado por Minas Gerais à Assembleia Constituinte na legenda do PSD, ao mesmo tempo em que Dutra era eleito presidente da República pela coligação PSD-PTB. Instalada a Assembleia Constituinte em fevereiro de 1946, Capanema foi designado membro da Comissão Constitucional, encarregada de redigir o anteprojeto da nova Carta. Nessa condição, participou dos trabalhos da terceira subcomissão, que elaborou o capítulo referente ao Poder Legislativo.
Nos debates da Assembleia, Capanema foi um dos mais ardorosos defensores do artigo que versava sobre a representação proporcional dos estados na Câmara Federal. O artigo fixava um coeficiente de 150 mil habitantes por deputado até o limite de 20 deputados e de 230 mil habitantes para os deputados seguintes, prejudicando dessa forma a representação dos estados mais populosos do país. Esse dispositivo suscitou duras críticas, mas foi aprovado, transformando-se no artigo 58 da Constituição de 1946, "um dos mais importantes instrumentos de estruturação política do novo regime", na opinião da socióloga Maria do Carmo Campelo de Sousa.
A Constituição foi promulgada em 18 de setembro de 1946 e a Assembleia transformou-se em Congresso ordinário. Dessa forma, os constituintes tiveram seus mandatos estendidos para a legislatura de 1946 a 1951.
Nas eleições para o governo de Minas, realizadas em janeiro de 1947, Capanema apoiou a candidatura udenista vitoriosa de Milton Campos, juntamente com outros deputados pessedistas que divergiram da indicação de José Francisco Bias Fortes pelo PSD.
De 1947 a 1950 foi membro da Comissão de Justiça da Câmara, participando ainda da comissão encarregada de elaborar as leis complementares à Constituição.
Em janeiro de 1948, Capanema acompanhou a maioria da Câmara ao votar favoravelmente à cassação dos mandatos dos parlamentares do Partido Comunista do Brasil, depois Partido Comunista Brasileiro (PCB), cujo registro havia sido cancelado, em maio de 1947, pelo Tribunal Superior Eleitoral (TSE). Em julho de 1948, Capanema propôs que a distribuição das cadeiras vacantes fosse feita pelas legendas majoritárias, tal como se dava, então, com as cadeiras em sobra na apuração dos pleitos. Sua tese foi aprovada no Congresso, mas declarada inconstitucional pelo TSE. As vagas comunistas permaneceram em aberto até a renovação do Congresso, das assembleias estaduais e das câmaras de vereadores, em outubro de 1950.
Em agosto de 1948, foi designado presidente da Comissão Parlamentar de Inquérito sobre os contratos da Light e o governo federal para construção de um desvio do rio Paraíba, na altura de Barra do Piraí (RJ), com o objetivo de ampliar a Usina de Fontes, no Ribeirão das Lajes em Piraí (RJ). Um mês antes, o Congresso havia aprovado o aval do governo brasileiro ao empréstimo de 90 milhões de dólares do Banco Mundial à Light para realização da obra, apesar das denúncias apresentadas pelo general Juarez Távora. A comissão encerrou seus trabalhos em setembro de 1949, chegando à conclusão de que a Light havia praticado uma série de atos ilícitos como os do suborno para atingir seus objetivos.
Em 1949, seu nome chegou a ser cogitado para a sucessão do presidente Dutra, como candidato do PSD. A essa altura, o partido encontrava-se dividido em duas correntes e Capanema estava mais próximo do grupo majoritário, que seguia a orientação do presidente Dutra. A segunda corrente, integrada pelos seguidores de Vargas, lançou a candidatura de Nereu Ramos, vetada pelo general Dutra. Desse impasse surgiu a candidatura de Cristiano Machado e sua fracassada campanha, apoiada apenas pelos elementos "dutristas", entre os quais Capanema.
Em outubro de 1950, Capanema reelegeu-se deputado federal pelo PSD, ao mesmo tempo em que Vargas, candidato do PTB e do Partido Social Progressista (PSP), derrotava por ampla diferença Cristiano Machado e o candidato da UDN, Eduardo Gomes, nas eleições para a presidência da República.
Empossado em janeiro de 1951, Vargas tratou inicialmente de fortalecer sua base de apoio no Congresso, lançando inclusive gestos conciliatórios em direção à UDN. Dentro dessa estratégia, Vargas indicou Capanema para o cargo de líder da maioria, devido à sua reconhecida habilidade política e ao seu bom relacionamento com figuras destacadas da UDN, como Afonso Arinos de Melo Franco, líder da minoria na Câmara. Segundo Afonso Arinos, um dos meios escolhidos por Vargas para aproximar a UDN do governo foi o projeto de reforma administrativa, para cujo preparo foi constituída uma grande comissão interpartidária da qual foi relator juntamente com Capanema.
Como líder da maioria, Capanema teve uma atuação relevante no encaminhamento dos debates sobre o projeto da Petrobras e o Acordo Militar Brasil-Estados Unidos. O projeto da Petrobras foi enviado por Vargas ao Congresso em 8 de dezembro de 1951, suscitando de imediato reações críticas dos partidários do monopólio estatal do petróleo. As resistências não partiram apenas da oposição, representada pela UDN, mas da própria bancada do governo. Após ser examinado pelas comissões da Câmara, o projeto foi enviado ao plenário em princípio de maio de 1952. No dia 12 desse mês, Capanema solicitou regime de urgência para discussão e votação do projeto. O pedido foi aceito, apesar da grande oposição dos deputados da UDN, do Partido Socialista Brasileiro (PSB) e de outras agremiações menores. Entretanto a aceleração dos debates veio apenas demonstrar as diminutas possibilidades de aprovação do projeto governamental na Câmara dos Deputados.
Fora do Congresso, as forças nacionalistas também levavam vantagem sobre os defensores da livre iniciativa e da colaboração com os capitais estrangeiros. Entidades como a UNE e o Centro de Estudos e Defesa do Petróleo e da Economia Nacional conseguiam mobilizar o apoio da opinião pública em favor do monopólio estatal através de uma intensa campanha em todo o país.
Em vista disso, o governo decidiu incorporar as modificações propostas pelos deputados nacionalistas. O primeiro passo foi o compromisso assumido por Capanema, em nome da maioria da Câmara, de apoiar a emenda Lúcio Bittencourt, vedando a participação de acionistas estrangeiros na Petrobras.
Em 2 de setembro de 1952, o projeto da Petrobras foi aprovado em primeira discussão na Câmara, com mais de 150 emendas, entre as quais a de Lúcio Bittencourt. Nessa ocasião, Capanema refutou as declarações do deputado Raimundo Padilha a propósito da influência exercida pelo Partido Comunista nos debates sobre a Petrobras. "De forma alguma", declarou Capanema, "podemos admitir que o fato de o Partido Comunista adotar uma ideia possa ser considerado um aviltamento dessa ideia. Devemos regozijar-nos pelo fato de que uma grande ideia do país seja também aceita pelo Partido Comunista." Um ano mais tarde, o projeto foi novamente submetido ao plenário da Câmara para discussão única das emendas do Senado. Em 3 de outubro de 1953, Vargas sancionou sem vetos o projeto da Petrobras, instituindo o monopólio estatal da pesquisa, lavra, refino e transporte do petróleo e derivados.
O Acordo Militar Brasil-Estados Unidos, assinado em 15 de março de 1952 pelo chanceler João Neves da Fontoura e o embaixador norte-americano Herschell Johnson, também provocou viva controvérsia no Congresso. A ala esquerda do PTB e deputados da UDN, como Bilac Pinto, concentraram suas críticas em torno dos dispositivos pelos quais o Brasil se comprometia a exportar materiais estratégicos para os EUA e enviar tropas ao exterior em caso de ameaça à segurança continental. Segundo os adversários do acordo, este último ponto não deixava margem de dúvida quanto ao interesse do governo norte-americano em requisitar tropas brasileiras para a Guerra da Coreia. Em seus contatos com Capanema, o chanceler João Neves da Fontoura buscou esclarecê-lo sobre todas as dimensões do acordo, solicitando que apressasse sua votação, sem emendas ou interpretações. O acordo foi afinal ratificado pelo Congresso, em março de 1953, sem grandes alterações.
Em junho de 1953, Capanema foi incumbido por Vargas de propor ao Congresso a formação de uma comissão parlamentar de inquérito para apurar as transações do Banco do Brasil com o jornal Última Hora. Fundado em 1951 por Samuel Wainer, graças a um empréstimo do Banco do Brasil, Última Hora era o único jornal importante do país que tinha uma orientação francamente favorável a Vargas e, por isso mesmo, vinha sendo apontado pela oposição como exemplo de malversação do dinheiro público em favor dos partidários do governo. No primeiro semestre de 1953, o jornalista Carlos Lacerda havia conseguido transformar o assunto num verdadeiro desafio a Vargas.
Durante o desenrolar do inquérito, Capanema fez o possível para atenuar as acusações contra Wainer, embora não concordasse plenamente com suas transações financeiras. A CPI encerrou seus trabalhos em novembro de 1953, concluindo que os financiamentos havia sido concedidos "à margem das condições normais". Em janeiro de 1954, Última Hora foi obrigado a executar, de imediato, suas dívidas com o Banco do Brasil, conseguindo sobreviver graças a empréstimos obtidos por Wainer junto ao conde Francisco Matarazzo, Ricardo Jafet e Ernesto Simões Filho.
Em julho, Vargas decidiu reorientar os rumos de seu governo, efetuando uma reforma quase completa do ministério. A nova estratégia do governo caracterizou-se, no plano econômico, pela ênfase no combate à inflação, consubstanciada no programa elaborado pelo novo ministro da Fazenda, Osvaldo Aranha, e, no plano político, pela aproximação com a classe trabalhadora, levada a cabo pelo novo ministro do Trabalho, João Goulart.
Em 31 de agosto, Getúlio Vargas encaminhou ao Congresso o projeto de reforma administrativa.
Nos meses seguintes, a UDN intensificou o assédio ao governo, visando em particular o ministro João Goulart. A ofensiva da UDN agravou sensivelmente o quadro político nacional, radicalizando os focos de oposição ao governo nas forças armadas e nas classes médias urbanas.
Em fevereiro de 1954, os militares contrários a Getúlio vieram a público, pela primeira vez, expressar seu descontentamento com a política governamental. Oitenta e dois coronéis e tenentes-coronéis lançaram manifesto protestando contra a "negligência do governo em relação ao Exército" e criticando indiretamente o ministro João Goulart por sua proposta de elevação do salário mínimo em 100% considerada demasiadamente alta. Com a ajuda de Gustavo Capanema e de outros líderes do PSD, como Benedito Valadares, Vargas afastou Goulart do Ministério do Trabalho, em 22 de fevereiro, nomeando em seu lugar Hugo de Faria. O ministro da Guerra, Ciro do Espírito Santo Cardoso, também foi afastado, sendo substituído pelo general Zenóbio da Costa.
Apesar do assédio da UDN, Capanema conseguiu preservar a aliança do PSD com o PTB, assegurando a maioria parlamentar ao governo. Em abril de 1954, por exemplo, os dois partidos votaram maciçamente contra a moção de impedimento de Vargas, apresentada ao Congresso pela UDN.
Em 1º de maio, Vargas deu um tom nitidamente ofensivo à sua política, ao pronunciar em Petrópolis um vigoroso discurso de apoio à classe trabalhadora e assinar o aumento de 100% do salário mínimo. O discurso incitou os militares antigetulistas, principalmente os oficiais da Base Aérea do Galeão, no Rio de Janeiro, à conspiração para a derrubada do governo.
Em 5 de agosto de 1954, em meio a um quadro de tensão crescente, ocorreu o atentado contra Carlos Lacerda, no qual morreu o major-aviador Rubens Vaz. No dia 8, Capanema declarou o firme propósito de o governo descobrir e punir os responsáveis pelo crime. Àquela altura, porém, a Aeronáutica já havia instalado o seu próprio inquérito e detido alguns dos implicados no crime. A revelação de que o atentado fora planejado pelo chefe da guarda pessoal do presidente, Gregório Fortunato, colocou Getúlio Vargas numa posição extremamente delicada. A partir desse momento, os militares antigetulistas e os líderes da UDN passaram a exigir a renúncia de Vargas.
Em 17 de agosto, Capanema discursou na Câmara rebatendo as acusações que procuravam envolver o presidente e seus familiares na trama do atentado da rua Toneleros e criticando acerbamente a UDN. Considerou a renúncia de Vargas como "uma exigência não do povo, mas de um partido político" e acusou Carlos Lacerda de instigar as forças armadas ao golpe contra o presidente. Logo em seguida, entretanto, o vice-presidente João Café Filho procurou Capanema, anunciando sua disposição em levar a Vargas a fórmula de uma renúncia conjunta a fim de solucionar a crise. Em 21 de agosto, Vargas declarou a Café Filho sua firme disposição de não ceder à exigência de renúncia. No dia seguinte, entretanto, Capanema anunciou que Vargas admitia deixar o poder, caso fosse necessário evitar uma guerra civil. No dia 23, Café Filho rompeu publicamente com Vargas revelando, em um discurso no Congresso, a proposta que este lhe fizera.
Vinte e sete generais do Exército lançaram um manifesto à nação exigindo a renúncia de Vargas. Na madrugada do dia 24, Vargas reuniu seu ministério e concordou afinal em licenciar-se provisoriamente do cargo. Os militares antigetulistas mostraram-se porém irredutíveis. Na manhã do dia 24 de agosto de 1954, recusaram a fórmula proposta por Vargas e transmitiram o ultimato final ao palácio presidencial. Impassível, Vargas retirou-se para seu quarto, suicidando-se, em seguida, com um disparo de revólver contra o coração. No mesmo dia, Café Filho assumiu a chefia da nação para cumprir o resto do mandato presidencial, em meio a um clima de forte comoção e de protestos populares em todo o país. Em outubro de 1954, Capanema reelegeu-se deputado federal na legenda do PSD.
A crise político-militar de agosto de 1954 reabriu-se no ano seguinte com a eleição de Juscelino Kubitschek e João Goulart à presidência e à vice-presidência da República. A ala extremista da UDN, liderada pelos deputados Carlos Lacerda e Aliomar Baleeiro, passou imediatamente a advogar uma intervenção das forças armadas para impedir a posse dos eleitos. No dia 11 de novembro, numa ação destinada a assegurar a posse de Kubitschek e Goulart, o ministro da Guerra Henrique Teixeira Lott assumiu o controle militar do Rio de Janeiro e anunciou a destituição do presidente Carlos Luz, provisoriamente instalado no cargo por motivo de doença de Café Filho. Nesse mesmo dia, a Câmara dos Deputados legitimou a ação do general Lott, aprovando por 182 votos a 72 requerimento de Capanema em favor do impedimento de Carlos Luz e de sua substituição pelo vice-presidente do Senado, Nereu Ramos.
Em abril de 1956, já no governo Kubitschek, Capanema passou o cargo de líder da maioria na Câmara Federal ao deputado Tarcilo Vieira de Melo. Em novembro do mesmo ano, chefiou a delegação brasileira à IV Conferência Geral da UNESCO, em Nova Délhi, na condição de embaixador extraordinário. A 17 de Maio de 1958 foi feito Grande-Oficial da Ordem Militar de Cristo de Portugal. Em outubro de 1958, candidatou-se à reeleição para a Câmara, obtendo novo mandato na legenda do PSD.
Em 1959, foi nomeado pelo presidente Juscelino Kubitschek ministro do Tribunal de Contas da União (TCU), cargo que ocupou até 1961, quando retornou à Câmara.
Na sequência da crise provocada pela renúncia do presidente Jânio Quadros (25 de agosto de 1961), Capanema participou das discussões e da aprovação da Emenda Constitucional nº 4, conhecida como Ato Adicional (2 de setembro de 1961), que instituiu o sistema parlamentarista. A mudança de sistema de governo foi a fórmula encontrada pelo Congresso para contornar o veto dos ministros militares à posse do vice-presidente João Goulart.
No decorrer de 1962, Goulart travou uma obstinada luta para recuperar os plenos poderes, insistindo particularmente na antecipação do plebiscito, previsto para 1965, que referendaria ou não o sistema parlamentarista. Em meados de 1962, a maioria do Congresso já admitia a necessidade de restituir alguns dos poderes presidenciais suprimidos pelo Ato Adicional. Nesse período, Capanema presidiu a comissão especial encarregada de elaborar a legislação complementar ao Ato Adicional e apresentou um projeto autorizando Goulart a nomear um Conselho de Ministros Provisório, sem prévia anuência do Congresso, nos momentos de crise. Com base nesse projeto, o senador Benedito Valadares apresentou uma emenda convocando o plebiscito para 6 de janeiro de 1963. Levada à votação em setembro de 1962, a emenda Valadares foi aprovada, apesar da oposição de dirigentes do PSD, da UDN e do PSP. Em outubro de 1962, Capanema reelegeu-se deputado federal, sempre na legenda do PSD.
Em janeiro de 1963, o plebiscito aprovou por expressiva maioria a volta ao sistema presidencialista. Goulart lançou-se então com todo vigor à campanha pelas reformas de base, ao lado da ala esquerda do PTB e de organizações esquerdistas como o PCB. Como a maioria dos dirigentes do PSD, Capanema passou a encarar com reservas o governo Goulart.
Em 19 de março de 1964, Capanema pronunciou na X Convenção Nacional do PSD um discurso em defesa da estrita observância da Constituição no encaminhamento das reformas de base. Em 31 de março, quando se verificou o confronto final entre o governo e a oposição, Capanema colocou-se ao lado do movimento político-militar que depôs o presidente João Goulart.
Durante a presidência de Humberto Castelo Branco, empossado a 15 de abril de 1964, Capanema manteve-se na defesa de seu governo, manifestando, porém, em diversas ocasiões, sua oposição às medidas de força assumidas pelo novo regime. Em novembro de 1964, no auge da crise entre o governador de Goiás, Mauro Borges, e o governo federal, discursou na Câmara elogiando a decisão do Supremo Tribunal Federal em conceder habeas-corpus garantindo o mandato do governador goiano. A crise culminou com a intervenção federal em Goiás, decretada por Castelo Branco em 30 de novembro de 1964.
Em outubro de 1965, Capanema e outros líderes do PSD, como Ernâni Amaral Peixoto e Vieira de Melo, colocaram-se contra o projeto governamental de emenda constitucional ampliando a competência da Justiça Militar, criando novos casos de intervenção federal e estabelecendo o Estatuto dos Cassados Políticos. O projeto fora enviado por Castelo Branco ao Congresso a fim de aliviar as pressões que vinha sofrendo por parte dos militares mais radicais no sentido de impedir a posse de Francisco Negrão de Lima e Israel Pinheiro, eleitos em 3 de outubro pelas correntes de oposição para os governos da Guanabara e de Minas Gerais, respectivamente. Na Câmara, Capanema foi designado presidente da comissão encarregada de opinar sobre o Estatuto dos Cassados Políticos. Segundo Luís Viana Filho, então chefe do Gabinete Civil da Presidência, Capanema "dissuadiu Castelo Branco da possibilidade de aprovação das medidas governamentais na Câmara, onde a maioria, representada pelo PSD e o PTB, desejava preservar o ex-presidente Juscelino Kubitschek", cujos direitos políticos havia sido suspensos pelo Ato Institucional nº 1 (9 de abril de 1964). Em 27 de outubro de 1965, as medidas foram tomadas à revelia do Congresso, através da decretação do Ato Institucional nº 2 pelo presidente Castelo Branco. Com a extinção dos partidos políticos, determinada pelo AI-2, Capanema ingressou em 1966 na Aliança Renovadora Nacional (Arena), partido de apoio ao governo, tornando-se membro de sua comissão executiva nacional.
Após sua reeleição à Câmara Federal, pela Arena, em novembro de 1966, o general Artur da Costa e Silva, candidato à sucessão presidencial, indicou-o para a vice-presidência da República, como companheiro de chapa. A escolha acabou recaindo sobre Pedro Aleixo, nome proposto pelo presidente Castelo Branco.
Em 1969, durante o recesso do Congresso determinado pelo Ato Institucional nº 5 (13/12 /1968), Capanema encaminhou ao presidente da Arena, Rondon Pacheco, um plano de reforma eleitoral inspirado no sistema vigente na República Federal da Alemanha onde procurava conciliar o princípio da representação proporcional com a eleição de deputados federais e estaduais por distrito. O plano de reforma eleitoral de Capanema pôde, assim, ser considerado uma tentativa de adaptar o funcionamento do sistema representativo ao regime de força instituído pelo AI-5. Mais tarde, no início do governo do presidente João Figueiredo (1979), os líderes do Partido Democrático Social (PDS), sucessor da Arena, insistiriam na necessidade de implantação de um sistema eleitoral misto em bases semelhantes à proposta de Capanema, a fim de diminuir as possibilidades de acesso da oposição ao poder.
Em novembro de 1970, Capanema elegeu-se senador por Minas Gerais na legenda da Arena. Durante sua permanência no Senado, foi presidente da Comissão de Educação e Cultura de 1971 a 1973 e vice-presidente da Comissão de Constituição e Justiça a partir de 1975.
Em janeiro de 1979, ao término de seu mandato no Senado, encerrou sua carreira política, fixando residência no Rio de Janeiro. Em 1980, candidatou-se a uma cadeira na Academia Brasileira de Letras, tendo sido entretanto derrotado pela escritora Diná Silveira de Queirós.
Foi presidente do Museu de Arte Moderna, do Rio de Janeiro, e membro do conselho deliberativo da Bienal de São Paulo, presidente do Círculo de Arte Vera Ianacopoulos, no Rio de Janeiro, e membro do conselho deliberativo da Fundação Milton Campos, criada pela Arena em setembro de 1975.
Era casado com Maria Regina de Alencastro Massot, filha do coronel Afonso Emílio Massot, comandante por mais de 20 anos da Brigada Militar do Rio Grande do Sul. Teve dois filhos.
A maioria de seus trabalhos publicados é constituída por discursos pronunciados ao longo de sua carreira política. Entre estes contam-se: Os grandes dias do Brasil novo (em colaboração com Francisco Campos e João Marques dos Reis, 1939), A educação e a saúde no decênio getuliano (1941), Algumas notas documentárias sobre o projeto da Constituição (1946), Panorama da educação nacional (em colaboração com Getúlio Vargas, 1957) e Discursos e outros escritos (1980).

## Lei brasileira de preservação do patrimônio histórico e cultural
No ministério, Capanema foi o principal artífice da construção da Lei brasileira de preservação do patrimônio histórico e cultural, sancionada em 30 de novembro de 1937.

## Outras informações
- Heitor Vila-Lobos dedicou a Capanema uma de suas importantes peças sinfônicas, a Bachiana brasileira nº 7, composta em 1942. O arquivo de Gustavo Capanema encontra-se depositado no Centro de Pesquisa e Documentação de História Contemporânea do Brasil (Cpdoc) da Fundação Getúlio Vargas. Com base nesse acervo, Simon Schwartzman organizou a obra Estado Novo: um auto-retrato (arquivo Gustavo Capanema) (1982) e escreveu, com Helena Maria Bousquet Bomeny e Vanda Maria Aderaldo Costa, Tempos de Capanema (1984; 2ª ed., 2000), Priscila Fraiz, a dissertação de mestrado A construção de um eu autobiográfico: o arquivo de Gustavo Capanema (Centro de Educação e Humanidades da Universidade do Estado do Rio de Janeiro, 1994) e Aline Lopes de Lacerda, a dissertação de mestrado Fotografia e discurso político no Estado Novo; uma análise do projeto editorial "Obra Getuliana" (Escola de Comunicação da Universidade Federal do Rio de Janeiro, 1998). Ainda com base no material desse arquivo, Murilo Badaró publicou Gustavo Capanema, a revolução na cultura (2000).
- Estão depositadas no CTAv - Centro Técnico Audiovisual - do Ministério da Cultura, no Rio de Janeiro, imagens do lançamento da pedra fundamental do Ministério da Educação e Saúde, supostamente filmadas pelo grande pioneiro Humberto Mauro. Nelas aparece o ministro Gustavo Capanema discursando, com som sincrônico. Aparecem também Carlos Drummond de Andrade, Roquete Pinto e outros. Estas imagens e outras informações sobre a construção do prédio do atual Palácio Capanema foram aproveitadas no documentário de longa metragem Pampulha ou a invenção do mar de Minas, dirigido por Oswaldo Caldeira.